# Matang Seuleumak
Matang Seuleumak is een bestuurslaag in het regentschap Aceh Timur van de provincie Atjeh, Indonesië. Matang Seuleumak telt 585 inwoners (volkstelling 2010).